# Яніс Рейрс
Яніс Рейрс (латис. Jānis Reirs) — латвійський політик. З 2016 року по 2019 — Міністр соціального забезпечення Лавії. У 2014—2016 роках та з 2019 обіймає посаду Міністра фінансів Латвії.
Закінчив економічний факультет Латвійського університету.